# 科勒奇鎮區 (愛荷華州林縣)
科勒奇鎮區（英語：College Township）是位於美國愛荷華州林縣的一個行政鎮區。

## 地方資料
根據2010年美國人口普查的數據，科勒奇鎮區的面積為39.57平方千米，當中陸地面積為39.27平方千米，而水域面積為0.30平方千米。當地共有人口785人，而人口密度為每平方千米19.84人。